# Джованні Габрієлі
Джованні Габріелі (італ. Giovanni Gabrieli; близько 1555, Венеція — 12 серпня 1612, там само) — італійський композитор й органіст епохи пізнього Відродження, один з найвидатніших представників венеційської композиторської школи. Учень і племінник Андреа Габріелі. Один з основоположників стилю кончертато. Учитель Генріха Шютца.
Автор 93 мотетів, 7 магніфікатів, 30 мадригалів, ряду інструментальних творів.